# Выгонные земли городов
Выгонные земли городов — земли, использовавшиеся для выпаса скота и других сельскохозяйственных нужд горожан. Этот вид земель был характерен для аграрных и индустриальных городских центров Западной Европы и России в Средние века и Новое время. Выгоны не входили в селитебную оседлость города, т. е. располагались за чертой жилой застройки. В России каждый вновь образовывавшийся город получал из казны выгоны, которые не могли быть отчуждаемы в частную собственность, и защищались законом от самовольного захвата, распахивания, застройки. Вместе с тем выгоны могли сдаваться внаём, чем приносили доход городской казне.
Юридически статус выгонов городов Российской империи был закреплен первоначально в Жалованной грамоте городам 1785 г., в дальнейшем — в Городовых положения 1870 и 1892 гг.
Активное промышленное развитие русских городов во второй половине XIX — начале XX в. сказалось и в особенностях использования выгонов, составлявших в некоторых случаях существенную часть земельного городского фонда. Бывшие пастбища стали отходить под строительство промышленных предприятий, включались в жилую застройку города при проектировании новых кварталов и пр. Изменение главной функции выгонов как пастбищных угодий может считаться одним из проявлений урбанизации русских городов в пореформенное время.
Категория выгонных земель как одна из форм собственности городских обществ была упразднена в советское время.